# Pauline Chagne
Pauline Chagne, aussi connue sous le pseudo FAUST, est une chanteuse, harpiste et comédienne française.

## Biographie

### Enfance et débuts dans le classique
Pauline Chagne a grandi au Perreux-sur-Marne, en région parisienne. Issue d'une famille de musiciens de jazz et passionnée par la musique depuis l'âge de 4 ans, elle a d'abord fait des études de musique classique. Elle a pratiqué la harpe en conservatoire pendant quinze ans et a fait partie d'un orchestre. Frustrée par le caractère statique de cet instrument, et à la suite d'un différend avec une professeure de harpe, elle abandonne cet instrument pendant trois à quatre ans,.

### Théâtre et comédie musicale
Courant 2016, Pauline Chagne démarre une formation de comédie musicale au Cours Florent de Paris,.
En 2018, elle monte avec Pierre Notte une pièce musicale sur la chanteuse Barbara, Moi aussi je suis Barbara, dans laquelle elle interprète le rôle titre. La presse note la ressemblance physique entre Pauline et Barbara. Cette pièce est présentée au Festival d'Avignon pour deux saisons, en 2018 et 2019. Reprise au Théâtre Hébertot entre décembre 2022 et mai 2023, cette pièce vaut à Pauline Chagne une nomination aux Molière 2023 dans la catégorie Meilleur spectacle musical. Elle est aussi nommée dans la catégorie "Révélation féminine" aux Trophées de la comédie musicale 2023.
En juin 2021, elle joue dans la pièce féministe Je te pardonne (Harvey Weinstein) de Pierre Notte au théâtre du Rond-Point.

### Musique
En 2019, Pauline Chagne rencontre Antonin Tardy avec qui elle travaille sur la composition et la production de chansons pop. Par cette rencontre, et en découvrant une harpe électrique qui se joue en bandoulière, permettant plus de mobilité scénique que la harpe classique, elle se réconcilie avec cet instrument,.
En 2020, elle sort son premier single, Orange sanguine, chanson qui aborde de manière légère la contraception et la précarité menstruelle,, puis en 2021 vient un deuxième single, Mélancolie Lolita, inspiré d'une rupture amoureuse qu'elle a vécue pendant l'été précédent.
A l'été 2021, elle est contactée sur Instagram pour participer au concours Eurovision France, c'est vous qui décidez ! visant à sélectionner l'artiste et la chanson qui représenteront la France au Concours Eurovision de la chanson 2022. Elle retravaille alors une de ses chansons, Nuit Pauline, pour l'interpréter lors de l'émission diffusée sur France 2 en le 5 mars 2022. Arrivée deuxième au classement général, elle s'incline finalement face au groupe Alvan & Ahez.
En septembre 2023, après avoir consacré plusieurs mois à sa carrière de comédienne, elle annonce qu'elle reprend son projet musical et change de nom d'artiste pour le pseudo FAUST.

## Style
Pauline Chagne écrit le texte de ses chansons, dont la musique est composée par Antonin Tardy. Elle aime « la musique qui groove, celle dansante des années 70 et 80 », et cite notamment comme influences William Sheller, Mylène Farmer, Christine and the Queens, Juliette Armanet, Julien Doré et Clara Luciani, ou encore Michael Jackson, Whitney Houston, Barbra Streisand.
Elle est engagée pour les droits des femmes et les thèmes féministes sont souvent abordés dans ses chansons.
Elle indique être la seule en France à jouer de la harpe delta électrique.

## Discographie

### EP
- Nuit Pauline (2021)

### Singles
- Orange sanguine (2020)
- Mélancolie Lolita (2021)
- Nuit Pauline (2022)

## Courts-métrages
- Juges 14.6 (2015) de Dayan David Oualid[9]
- Walking Light (2017) de Max Chabat[9]

## Théâtre
- Moi aussi je suis Barbara (2019), de Pierre Notte, mise en scène par Jean-Charles Mouveaux[2]
- Svevn / Les jours s’en vont (2020), de Jon Fosse, mise en scène par Brigitte Barilley[9]
- Je suis un homme (2020), de Marie Nimier, mise en scène par Philippe Calvario[9]
- Je te pardonne (Harvey Weinstein) (2021), de et mise en scène par Pierre Notte[5]